# Baie Egegik
Pour les articles homonymes, voir Egegik.

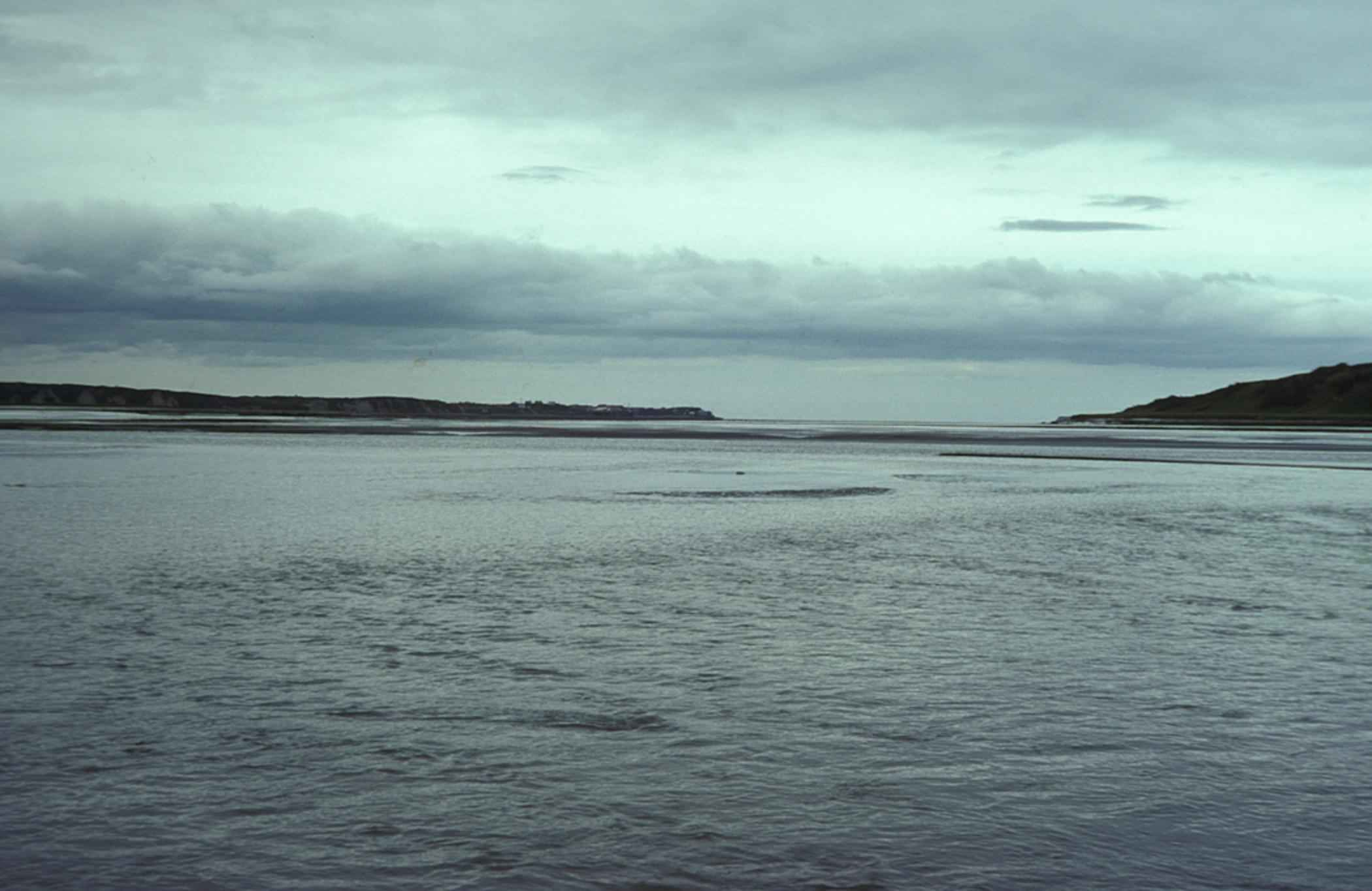
La Baie Egegik.

La baie Egesik est une baie du sud-ouest de l'Alaska, aux États-Unis dans la région de recensement de Dillingham. Elle est située à environ 69,1 milles (111 km) de Dillingham.
Le village Yupik d'Egegik est situé sur la falaise qui longe sa rive sud, et la rivière Egegik se trouve à son extrémité supérieure.
Elle est le refuge de nombreuses espèces animales, comme le phoque commun et le béluga. Elle est aussi un lieu important de pêche au saumon.

## Crédit d'auteurs
- (en) Cet article est partiellement ou en totalité issu de l’article de Wikipédia en anglais intitulé « Egegik Bay » (voir la liste des auteurs).